# Televizijska igra
Televizijska igra (TV-igra; eng. game show), oblik je televizijske emisije koja za svrhu ima zabaviti gledatelje (ili, u slučaju srodne radio-igre, slušatelje) kroz natjecanje za to posebno ili slučajno odabranih osoba. Često u njima sudjeluju poznate osobe iz javnoga života. Oblik su televizijske zabave za široke mase.
Postoje različite vrste TV-igara s obzirom na različite vrste natjecanja. Jedan od najčešćih i najpopularnijih vrsta je televizijski kviz u kojima natjecatelji moraju pokazati znanje ili intelektualne sposobnosti. Najpoznatiji takvi kvizovi su Tko želi biti milijunaš?, Potjera, Kviskoteka i sl.
Posebna vrsta TV-igre je tzv. show talenata u kojemu natjecatelji nastoje pokazati svoje zabavljačke vještine, a u posljednje vrijeme su se kao poseban oblik TV-igre razvili i natjecateljske reality emisije. Među njima se ističu pjevačka natjecanja (poput Hrvatska traži zvijezdu ili Tvoje lice zvuči poznato), natjecanja između različitih vrsta talenata (pr. Supertalent) ili televizijskih videoigara (najpoznatije Hugo i Dora istražuje).

## U Hrvatskoj
Vidi Kviz u Hrvatskoj
|   | dječja TV-igra                                           |                                                          |
| ↗ | hrvatska TV-igra licencirana pri nekoj inozemnoj TV kući | hrvatska TV-igra licencirana pri nekoj inozemnoj TV kući |

| TV-igre (bez kvizova)                                            | Licencija            | Voditelj(i redom)                                            | Televizija | P/E | Najveća moguća nagrada (u kn) | Broj emisija | Godine prikazivanja | Godine prikazivanja |
| TV-igre (bez kvizova)                                            | Licencija            | Voditelj(i redom)                                            | Televizija | P/E | Najveća moguća nagrada (u kn) | Broj emisija | broj                | period              |
| ---------------------------------------------------------------- | -------------------- | ------------------------------------------------------------ | ---------- | --- | ----------------------------- | ------------ | ------------------- | ------------------- |
| Bingo Show Hrvatske lutrije / TV Bingo Show / Uhvati bingo ritam |                      |                                                              |            | P   |                               |              |                     |                     |
| Dan iz snova daruje vam Nova                                     |                      | Mirna Berend i Vlatka Pokos                                  | Nova TV    | E   | 1 000 000                     |              |                     |                     |
| Dođi, pogodi, osvoji                                             | The Price Is Right   | Antonija Blaće / Marin Ivanović Stoka                        | RTL        | P   |                               |              |                     |                     |
| Dora istražuje                                                   | Dora The Explorer    |                                                              |            | P   |                               |              |                     |                     |
| Genijalci                                                        |                      |                                                              | HTV        | P+E |                               |              |                     |                     |
| Godina za pamćenje                                               | Oh, wat een jaar!    | Daniela Trbović                                              | HTV        | E   |                               |              |                     |                     |
| Hugo                                                             | Hugo                 | Boris Mirković, Ivana Plechinger i Kristijan Ugrina          |            | P   |                               |              |                     |                     |
| Jadranske igre / Jadranski susreti                               |                      |                                                              |            | E   |                               |              |                     |                     |
| Leteći start                                                     |                      | Nives Ivanišević / Predrag Šuka                              | Nova TV    | P   |                               |              |                     |                     |
| Lovator                                                          |                      | Antonija Stupar                                              | RTL        |     |                               |              |                     |                     |
| Ljepotice i genijalci                                            | Beauty and the Geek  | Igor Mešin                                                   | Nova TV    | E   | 200 000                       |              |                     |                     |
| Ma lažeš!                                                        | Would I Lie to You?  | Rene Bitorajac                                               | RTL        | E   |                               |              |                     |                     |
| Modul 8                                                          |                      |                                                              |            | P   |                               |              |                     |                     |
| Nora Fora                                                        |                      |                                                              |            |     |                               |              |                     |                     |
| Par Excellance                                                   |                      | Mirna Berend                                                 |            |     |                               |              |                     |                     |
| Pazi, zid!                                                       | [ 12 ] [ 13 ]        | Mia Kovačić / Mario Petreković                               |            | P   |                               |              |                     |                     |
| Pet na pet                                                       | Family Feud          | Davor Dretar Drele                                           |            | E   |                               |              |                     |                     |
| Pobijedi Šolu                                                    | Schlag den Raab      |                                                              | RTL        | P   | > 400 000                     |              |                     |                     |
| Putna groznica (Travel Bug)                                      | original             |                                                              |            | E   |                               |              |                     |                     |
| Shopping kraljica                                                |                      | Borut Mihalić, Robert Sever                                  | RTL        | P   |                               |              |                     |                     |
| Tipično muški, tipično ženski                                    |                      | Renata Sopek / Boris Mirković                                |            |     |                               |              |                     |                     |
| Tko to tamo pjeva?                                               | I can see your voice | Frano Ridjan                                                 | Nova TV    | P   |                               |              |                     |                     |
| Trenutak istine                                                  | The Moment of Truth  | Jasna Nanut                                                  |            | P   | 500 000                       |              |                     |                     |
| Turbo Limach Show                                                | original (HRT)       | Siniša Cmrk                                                  | HTV        | P+E |                               |              |                     |                     |
| Uzmi ili ostavi                                                  | Deal or No Deal      | Željko Pervan, Mirko Fodor, Mario Petreković, Duško Modrinić | HTV        | P   | 500 000                       |              |                     |                     |
| Volim Hrvatsku                                                   | Ik hou van Holland   | Mirko Fodor, Daniela Trbović                                 | HTV        | E   |                               |              |                     |                     |
| Wipeout                                                          | Wipeout              |                                                              | RTL        | P   |                               |              |                     |                     |
| Total Wipeout                                                    |                      |                                                              | RTL        | P   |                               |              |                     |                     |

## Vanjske poveznice
|  | Zajednički poslužitelj ima još gradiva o temi Televizijska igra |